# 1206 Numerowia
1206 Numerowia (1931 UH) là một tiểu hành tinh vành đai chính được phát hiện ngày 18 tháng 10 năm 1931 bởi K. Reinmuth ở Heidelberg. Nó được đặt theo tên Boris Vasil'evich Numerov, nhà thiên văn học người Nga.